# 4D技術

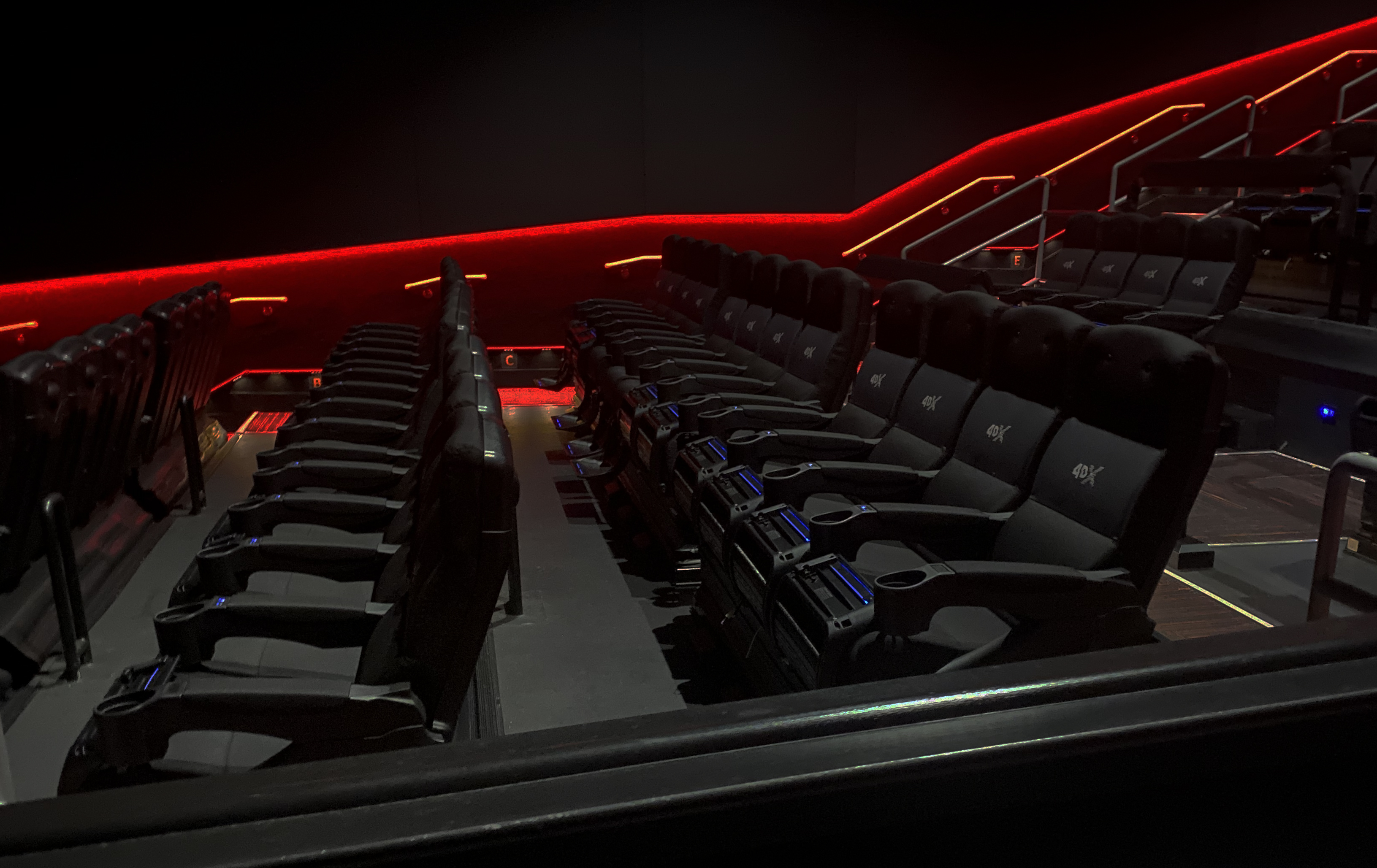
4D"映画"の座席

4D技術（フォーディーぎじゅつ）とは、現在の時空間などの3次元の次元定義に対し、それとは異なる新しい次元定義を行った技術を指す。デジタルコンテンツの中で、デジタル以外のリアルな要素を取り入れた作品を提示する際に、用いられることが多い。
2012年現在では、嗅覚・味覚への方向で技術革新が行われていることが多い。

## 4D技術の例
空間
0次元：点。1次元：線。2次元：平面。3次元：空間。4次元：空間以外の新しい次元定義。
五感
1次元：視覚。2次元：聴覚。3次元：触覚。4次元：嗅覚。
モバイル技術
1次元：通話。2次元：メール。3次元：デジタルコンテンツ（画像・映像・動画）。4次元：香り。
コミュニケーション形態
1次元：通話。2次元：メール。3次元：表情・感情表現（絵文字・着メロ）。4次元：香り(コミュニケーションと記憶の結び付け)。

## 商品
- MX4D - 映画館向けの4D技術で、映画に駆動する座席、雨、霧、光、香りを付加する技術。アメリカのメディアメーション社が販売。
- 4DX - 映画館向けの4D技術で、映画に駆動する座席、雨、霧、光、香りを付加する技術。韓国のCJグループが販売。
- D-BOX - 映画館向けの4D技術で、シート(座席)が上下・左右に動いたり振動したりする技術。カナダのD-BOX社が開発

## 4D技術を使った作品

### 一般劇場用作品
スパイキッズ4D:ワールドタイム・ミッション
2011年のアメリカのスパイアクション映画。本作は3D映画であるが、これに「匂い」を加えた「4D映画」と宣伝された。これはスクリーン上に1 - 8の番号が表示された際、映画館入場時配布のカードの番号部分をこすることでその場面の「匂い」を再現するというものである。
貞子4D
2012年5月12日公開の日本映画『貞子3D』が、ヒットを記念して2012年6月7日限定で『貞子4D』として4D上映をおこなった。

### 4D専用劇場用作品
星の見える丘シリーズ:マルスの赤いスカーフ
日本のショート3DCGアニメーションである本作は、内側全周囲がスクリーンで構成されている円筒形状の空間内で投影される全方向の3D映像に加え、ストーリーに合わせたギミック（エアーや振動）でアニメーションの世界やストーリーを「体現」できるというものである。
雨女
2016年6月4日公開の日本映画。4DXシアター専用に製作された。監督は清水崇。上映時間は35分。
戦車ライド
2016年9月2日公開の日本映画。MX4Dシアター専用に製作された。吉田凜音主演。上映時間は10分。
MX4D カゲロウデイズ in a days
2016年11月4日公開の日本のアニメーション。日本初のMX4Dシアター専用アニメーション。上映時間は20分。

### 一般映画の4D版
2010年代に多くのシネマコンプレックス内に4D専用劇場が設けられ、一般映画の4D版が毎年40本前後上映されるようになった。
- 2017年の日本での主な4D上映作品 - 『マッドマックス 怒りのデス・ロード ブラック&クロームエディション』、『ドクター・ストレンジ』、『ミス・ペレグリンと奇妙なこどもたち』、『劇場版 艦これ』、『トリプルX:再起動』、『アサシン クリード』、『劇場版ソードアート・オンライン -オーディナル・スケール-』、『パッセンジャー』、『キングコング:髑髏島の巨神』、『ゴースト・イン・ザ・シェル』、『モアナと伝説の海』、『グレートウォール』、『美女と野獣』、『ワイルド・スピード ICE BREAK』、『ガーディアンズ・オブ・ギャラクシー:リミックス』、『魔法少女リリカルなのは The MOVIE 1st』、『LOGAN/ローガン』、『キング・アーサー』、『パイレーツ・オブ・カリビアン/最後の海賊』、『カーズ/クロスロード』、『ザ・マミー/呪われた砂漠の王女』、『東京喰種 トーキョーグール』、『トランスフォーマー/最後の騎士王』、『スパイダーマン:ホームカミング』、『ワンダーウーマン』、『KING OF PRISM -PRIDE the HERO-』、『新感染 ファイナル・エクスプレス』、『ダンケルク』、『ノーゲーム･ノーライフ ゼロ』、『エイリアン:コヴェナント』、『ユーリ!!! on ICE 4DX vol.1』、『ユーリ!!! on ICE 4DX vol.2』、『ユーリ!!! on ICE 4DX vol.3』、『亜人』、『猿の惑星:聖戦記』、『アトミック・ブロンド』、『ブレードランナー 2049』、『交響詩篇エウレカセブン ハイエボリューション』、『マイティ・ソー バトルロイヤル』、『ターミネーター2 3D』、『ジャスティス・リーグ』、『鋼の錬金術師』、『スター・ウォーズ/最後のジェダイ』
- 2018年の日本での主な4D上映作品 - 『キングスマン:ゴールデン・サークル』、『劇場版 マジンガーZ / INFINITY』、『ジオストーム』、『劇場版「Fate/stay night [Heaven's Feel]I.presage flower」』、『名探偵コナン 純黒の悪夢』、『劇場版「進撃の巨人」Season2〜覚醒の咆哮〜』、『ブラックパンサー』、『装甲騎兵ボトムズ ペールゼン・ファイルズ 劇場版』、『劇場版 機動戦士ガンダム00 -A wakening of the Trailblazer-』、『劇場版クラッシャージョウ』、『リメンバー・ミー』、『トゥームレイダー ファースト・ミッション』、『ヴァレリアン 千の惑星の救世主』、『ジュマンジ/ウェルカム・トゥ・ジャングル』、『パシフィック・リム:アップライジング』、『レディ・プレイヤー1』、『アベンジャーズ/インフィニティ・ウォー』、『ランペイジ 巨獣大乱闘』、『文豪ストレイドッグス DEAD APPLE』、『仮面ライダーアマゾンズ THE MOVIE 最後ノ審判』、『デッドプール2』、『メイズ・ランナー:最期の迷宮』、『ハン・ソロ/スター・ウォーズ・ストーリー』、『ジュラシック・ワールド/炎の王国』、『ミッション:インポッシブル/フォールアウト』、『劇場版 コード・ブルー -ドクターヘリ緊急救命-』、『HiGH&LOW THE MOVIE』、『アントマン&ワスプ』、『MEG ザ・モンスター』、『ザ・プレデター』、『スカイスクレイパー』、『死霊館のシスター』、『イコライザー2』、『ガールズ&パンツァー 第63回戦車道全国高校生大会 総集編』、『名探偵コナン ゼロの執行人』、『ハリー・ポッターと賢者の石』、『ヴェノム』、『シャークネード ラスト・チェーンソー 4DX』、『ボヘミアン・ラプソディ』、『ドラゴンボール超 ブロリー』
- 2019年の日本での主な4D上映作品 - 『名探偵コナン 紺青の拳』、『ミュウツーの逆襲 EVOLUTION』、『天気の子』『アベンジャーズ/エンドゲーム』
- 2020年の日本での主な4D上映作品 -
- 2021年の日本での主な4D上映作品 -
- 2022年の日本での主な4D上映作品 - 『ドラゴンボール超 スーパーヒーロー』、『ONE PIECE FILM RED』
- 2023年の日本での主な4D上映作品 -　『名探偵コナン 黒鉄の魚影』、『ザ・スーパーマリオブラザーズ・ムービー』、『ガーディアンズ・オブ・ギャラクシー:VOLUME 3』、『ワイルド・スピード/ファイヤーブースト』、『クリード 過去の逆襲』、『リトル・マーメイド』、『スパイダーマン:アクロス・ザ・スパイダーバース』、『ザ・フラッシュ』、『劇場版アイドリッシュセブン LIVE 4bit BEYOND THE PERiOD』、『グリッドマン ユニバース』、『インディ・ジョーンズと運命のダイヤル』、『ミッション:インポッシブル/デッドレコニング PART ONE』、『キングダム 運命の炎』、『トランスフォーマー/ビースト覚醒』、『MEG ザ・モンスターズ2』、『SAND LAND』、『ホーンテッドマンション』、『劇場版シティーハンター 天使の涙』、『グランツーリスモ』、『劇場版 天元突破グレンラガン 紅蓮篇』、『劇場版 天元突破グレンラガン 螺巌篇』、『ザ・クリエイター/創造者』、『ゴジラ-1.0』、『マーベルズ』、『ガールズ & パンツァー 最終章 第4話』『ナポレオン』、『ウォンカとチョコレート工場のはじまり』、『ウィッシュ』
- 2024年の日本での主な4D上映作品 - 『エクスペンダブルズ ニューブラッド』、『アクアマン/失われた王国』、『劇場版 SPY×FAMILY CODE: White』、『機動戦士ガンダムSEED FREEDOM』、『ゴールデンカムイ』、『マダム・ウェブ』、『「鬼滅の刃」絆の奇跡、そして柱稽古へ』、『劇場版ハイキュー!! ゴミ捨て場の決戦』、『ラブライブ!The School Idol Movie』、『デューン 砂の惑星PART2』、『ゴーストバスターズ/フローズン・サマー』、『名探偵コナン 100万ドルの五稜星』、『劇場版ブルーロック -EPISODE 凪-』、『ゴジラxコング 新たなる帝国』、『マッドマックス:フュリオサ』、『ウマ娘 プリティーダービー 新時代の扉』、『バッドボーイズ RIDE OR DIE』、『クワイエット・プレイス:DAY 1』、『キングダム 大将軍の帰還』、『怪盗グルーのミニオン超変身』、『デッドプール&ウルヴァリン』、『ツイスターズ』、『僕のヒーローアカデミアTHE MOVIEユアネクスト』、『フォールガイ』『映画 ラブライブ!虹ヶ咲学園スクールアイドル同好会 完結編』、『エイリアン:ロムルス』、『トランスフォーマー/ONE』、『インサイド・ヘッド2』、『ビートルジュース ビートルジュース』、『ふれる。』、『ジョーカー:フォリ・ア・ドゥ』、『ヴェノム:ザ・ラストダンス』、『レッド・ワン』、『グラディエーターII 英雄を呼ぶ声』、『モアナと伝説の海2』、『はたらく細胞』、『クレイヴン・ザ・ハンター』、『ライオン・キング:ムファサ』、『ロード・オブ・ザ・リング/ローハンの戦い』、『ソニック×シャドウ TOKYO MISSION』、『劇場版「オーバーロード」聖王国編』
- 2025年の日本での主な4D上映作品 -『劇場版「進撃の巨人」完結編　ＴＨＥ　ＬＡＳＴ　ＡＴＴＡＣＫ』、『アンダーニンジャ』、『名探偵コナン 隻眼の残像』、『マインクラフト/ザ・ムービー』、『サンダーボルツ*』、『劇場版プロジェクトセカイ 壊れたセカイと歌えないミク』、『 劇場版総集編 呪術廻戦 懐玉・玉析』、『映画 小林さんちのメイドラゴン さみしがりやの竜』、『ラブライブ!サンシャイン!! The School Idol Movie Over the Rainbow』、『劇場版 銀魂 完結篇 万事屋よ永遠なれ』、『銀魂 THE FINAL』

### アトラクション用作品
キャプテンEO
1986年にディズニーのテーマパークに登場。フランシス・フォード・コッポラ監督、マイケル・ジャクソン主演。17分間の3D映像に、レーザー光線やスモークなどの演出が加えられた。
夢のタイムマシン
1990年に4D技術を使用したシステムがサンリオピューロランドのアトラクション「夢のタイムマシン」で導入された。3D映像に加え、映像に連動して動く可動式座席や、レーザー光線による光の演出と香りの演出が盛り込まれていた。ハーモニーランドでも1991年より同名同様のアトラクションが導入されていた。
ミクロアドベンチャー!
1994年にディズニーのテーマパークに登場。 1989年の映画『ミクロキッズ』シリーズのスピンオフ作品。3D映像に加え、座席が振動したり空気や霧が吹き出すなどの演出が加わる。
ストームライダー
2001年に東京ディズニーシーに登場したアトラクション。映像に合わせてフライトシミュレーターのように動く座席に水やスモークの演出が加わる。
セサミストリート4-Dムービーマジック
2003年に登場したユニバーサル・スタジオ・ジャパンのアトラクション。セサミストリートの3Dムービーに、座席が動いたり、雨の滴が落ちてきたり、クッキーの匂いが漂ったりといった、驚きの新次元効果を加えた。
ユニバーサル・スタジオ・ジャパンには、他にも、スパイダーマン、シュレック、エヴァンゲリオン(エヴァンゲリオンは2016/1/10 - 6/26)、僕のヒーローアカデミア(僕のヒーローアカデミアは2024/3/1- 8/14)等の4Dアトラクションがある。
ミッキーのフィルハーマジック
2003年にディズニーのテーマパークに登場したアトラクション。東京ディズニーランドには2011年登場。3D映像に、シナモンの香り、水、風などが加わる。
名探偵コナン 4-D ライブ・ショー 〜星空の宝石〜2024年3月22日に登場したユニバーサル・スタジオ・ジャパンのニューヨーク・エリアにある『マンハッタンシアター』で開催されるシアター・アトラクション。3面のスクリーンとステージと設けられ、3D効果、座席の動き、スモーク、水しぶきなどの演出が加わった。